# Једноставна страст (књига)
Једноставна страст (фр. Passion simple) књига француске књижевнице, добитнице Нобелове награде за књижевност 2022. године, Ани Ерно (фр. Annie Ernaux), објављена 1991. године. Српско издање објавила је издавачка кућа Просвета из Београда 1995. године, у преводу Наде Бојић.

## Аутор књиге
Ани Ерно (1940) је француска књижевница и професор књижевности рођена у једном градићу у Нормандији где је провела своје детињство и младост. Потиче из радничке породице. Завршила је два факултета: Универзитет у Руану и Универзитет у Бордоу. Дуги низ година радила је као професор. Књижевну каријеру започела је 1974. године романом Les Armoires Vides (Празни ормани). До сада је написала више од 20 књига. Већина књига су веома кратке и бележе догађаје из њеног живота и живота људи око ње.

## О књизи
Књига Једноставна страстје збирка кратких прича у којима ауторка документује жеље и увреде људског срца заробљеног у свеобухватној страсти. Покушава да испланира емоционални и физички ток своје двогодишње везе са странцем, док је у браку, где свака реч, догађај и особа или пружају везу са њеним вољеним, или су јој подложни хладна равнодушност. 
Једноставна страст је као и сва ауторкина дела, њене истине, како она воли да каже, "ауто-социо-биографски романи". У њима преиспитује своју прошлост, своја понижења, срамоту, страхове и стрепње. Ани Ерно је у овим причама описала страствену аферу са дипломатом из источне Европе. 
Књига је утобиографска фикција где се Ани Ерно фокусира скоро искључиво на страст коју је њена нараторка имала према мушкарцу са којим је имала аферу. Тај мушкарац је странац, источноевропски бизнисмен, који неко време ради у Паризу, ожењен, и она га назива једноставно А. Он је предмет њене страсти, али сама страст је та која је занима и то покреће књигу. Страст је дубока и интензивна за А, јер наратор признаје опсесију која често звучи као тинејџерска заљубљеност. Све што нараторка ради врти се око њене тајне афере са А. Пошто је он ожењен, ретко га може видети, нити му писати нити звати. Њен живот, ове две године, врти се око њене страсти, све остало је обухваћено њом. Страст покрива читав спектар, од обожавања до љубоморе и страха. А. напушта Француску, па се враћа, и оно што она тада осећа према њему више није иста страст. Нараторка признаје да је њена страст била „бесмислена“, али је то чини ништа мање стварном.